# Balsa

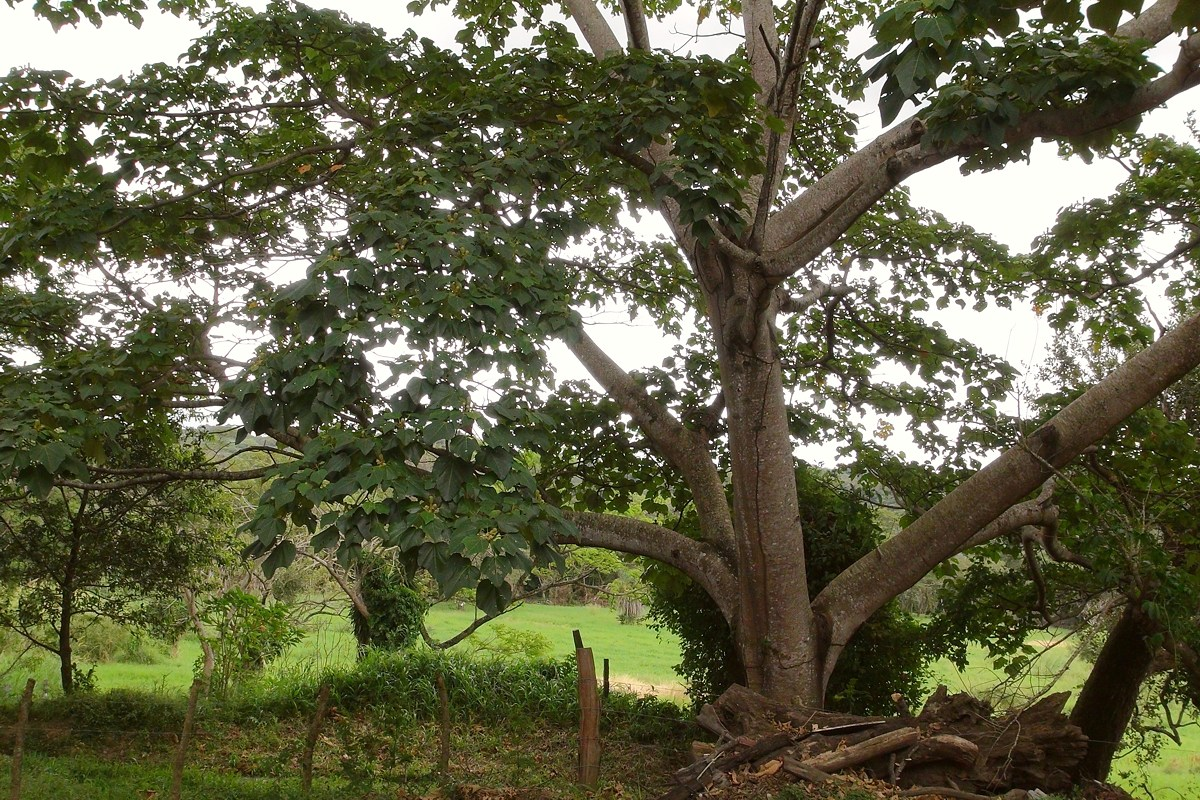
Arbore de balsa din Costa Rica

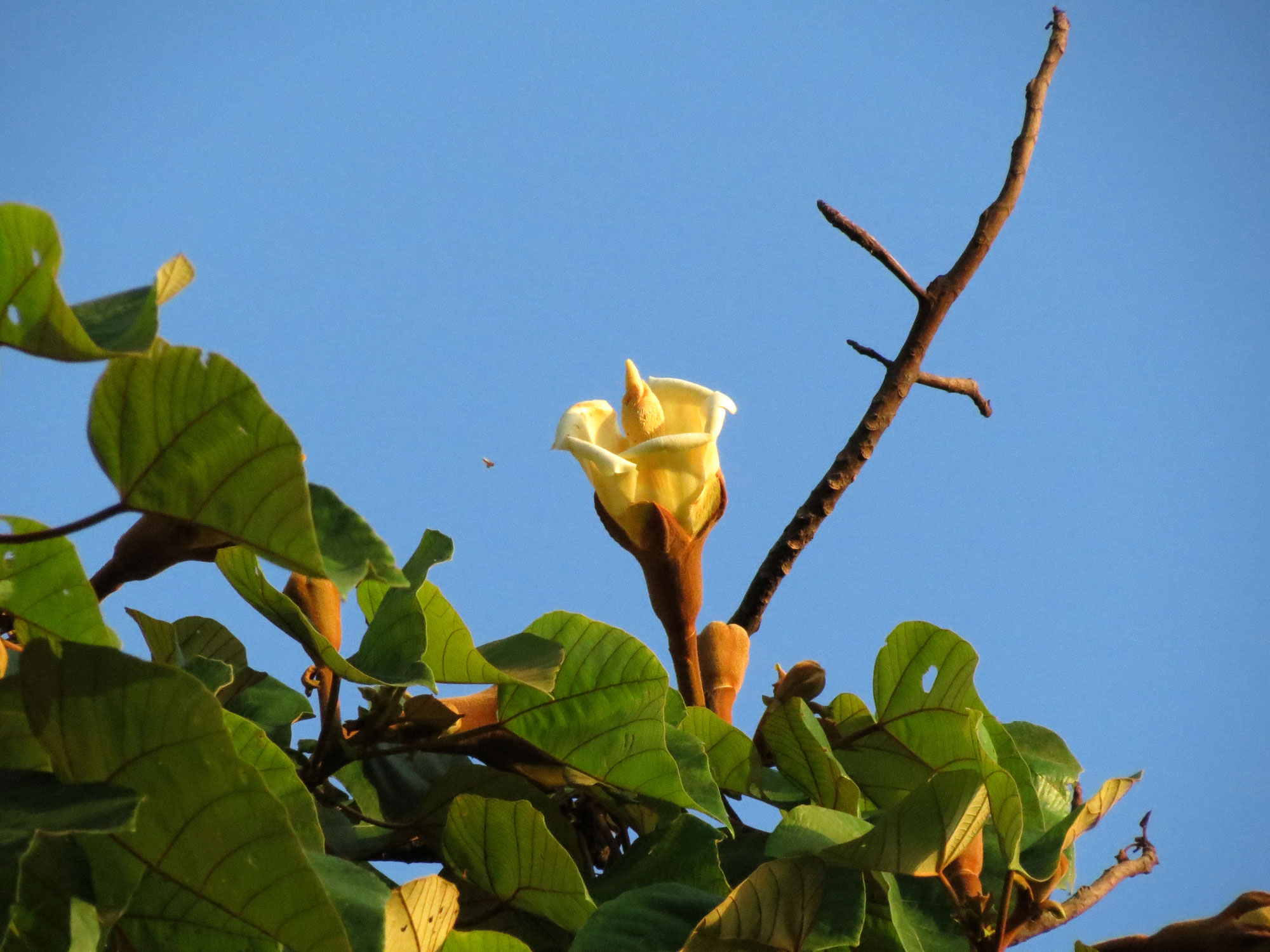
Textura lemnului de balsa

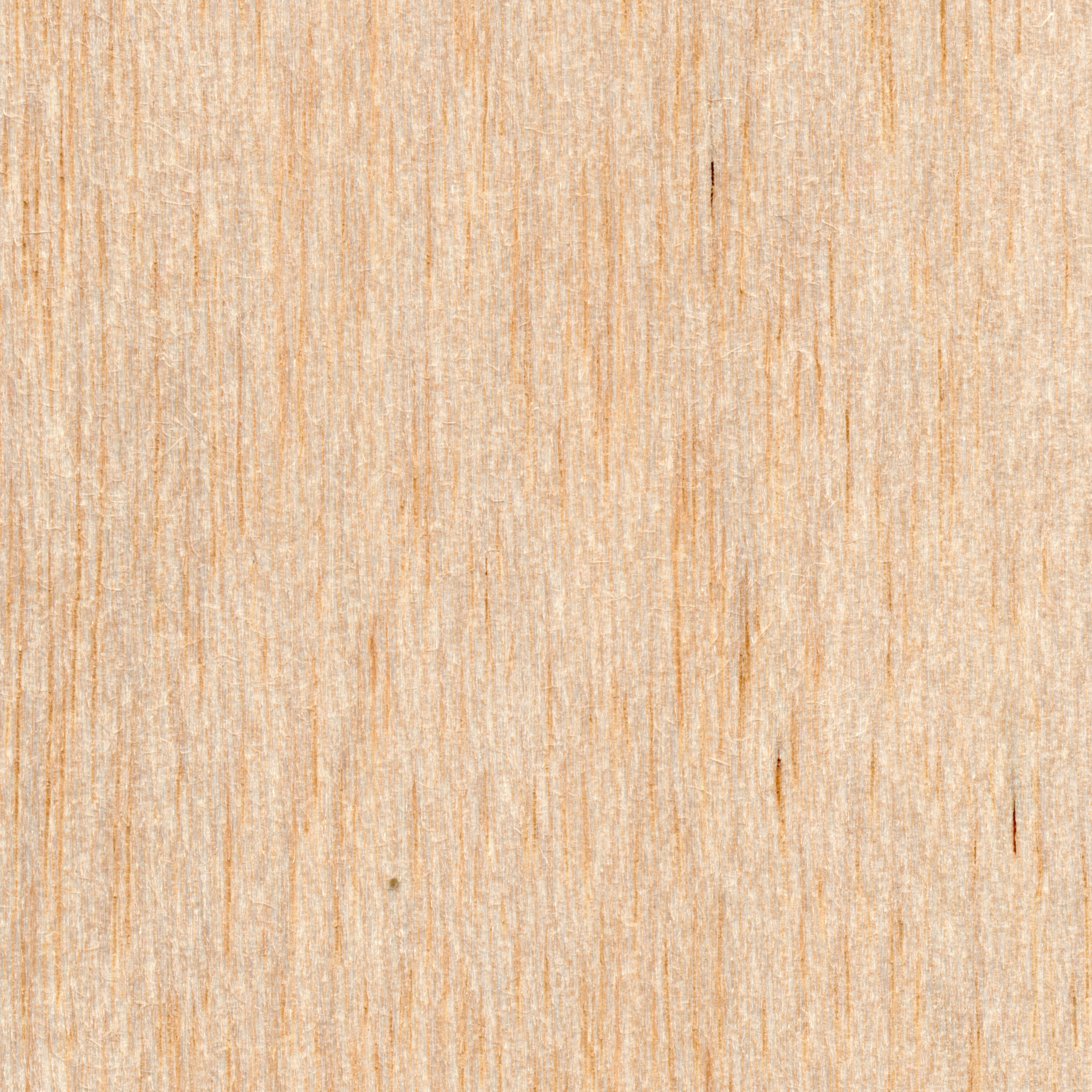
Florile arborelui de balsa

Balsa (Ochroma pyramidale, syn. Ochroma lagopus) este un arbore tropical cu lemn foarte ușor și cu densitate mică, ce crește în zonele calde ale Americii de Sud.

## Utilizare
Lemnul de balsa este adesea folosit pentru a construi obiecte care trebuie să fie ușoare sau ușor modelabile. Aceasta se folosește adesea în construcția de planoare și avioane sau aeromodele ori la construirea ambarcațiunilor (plutelor).